# 幸福駅

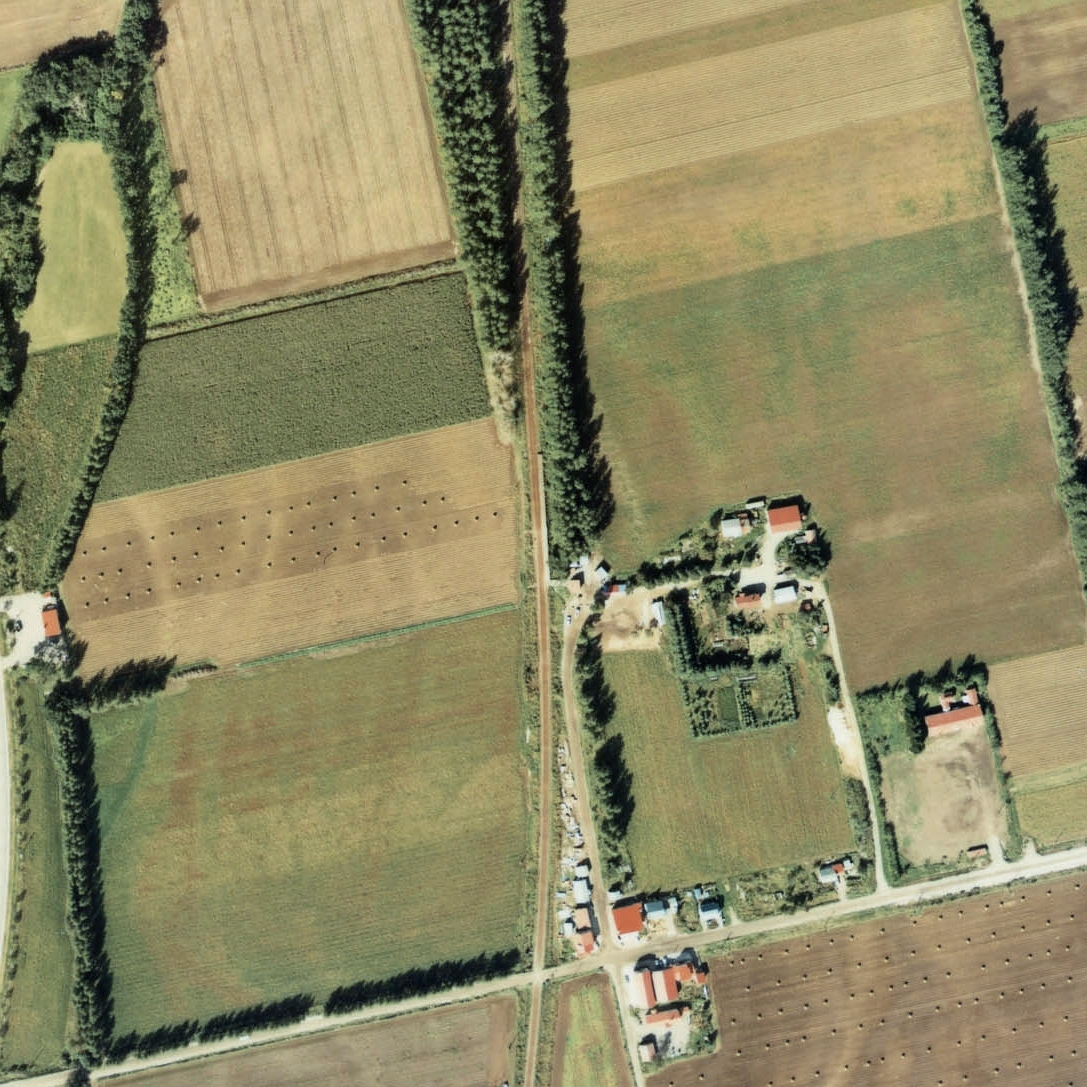
1977年の幸福駅と周囲約500 m範囲。下が広尾方面。

幸福駅（こうふくえき）は、北海道（十勝支庁）帯広市幸福町にあった日本国有鉄道（国鉄）広尾線の駅である。事務管理コードは▲111504。
駅名の縁起の良さから乗車券や入場券などでブームを起こした。

## 歴史
- 1956年（昭和31年）
  - 8月26日? - 国鉄広尾線の幸福仮乗降場（局設定）として開業[1]。
  - 11月1日 - 駅に昇格し幸福駅となる[4][5]。旅客のみ取扱い[1]。
- 1987年（昭和62年）2月2日 - 広尾線の廃線に伴い廃止となる[2]。
- 2013年
  - 9月2日 - 老朽化のため駅舎解体。
  - 11月16日 建替え工事終了[6]。
- 2016年
  - 10月22日 - 台湾鉄路管理局内湾線の合興駅と姉妹駅協定を締結[7]。

### 駅名の由来
現在の札内川のアイヌ語名「サッナイ（sat-nay）」に「幸震（さつない）」と当て字し、後年音読みの「幸震（こうしん）」を村名としていたが、福井県人の入植が多かった土地であること、また「将来の幸福を願う意味もあって」、「幸福」の地名が生まれたとされている。

## 駅構造
廃止時点で、単式ホーム1面1線を有する地上駅であった。ホームは線路の東側（広尾駅方面に向かって左手側）に存在した。転轍機を持たない棒線駅となっていた。
開業時からの無人駅だが、ホーム南側の出入口から東側に少し離れた位置に待合所機能のみの木造駅舎を有した。駅舎内に売店があり、簡易委託駅として乗車券の販売が行われていた。別棟でトイレを有した。駅舎の前には「ようこそ愛の国から幸福へ」と記載されたアーチが設置されていた。

## 利用状況
1981年度（昭和56年度）の1日乗降客数は13人。

## 駅周辺
- 国道236号（広尾国道）[10]
- 帯広広尾自動車道幸福インターチェンジ
- 幸福簡易郵便局
- 幸福神社
- 札内川[10]
- 十勝バス「幸福」停留所 - 広尾線代替バス、とかち帯広空港連絡

## 「愛の国から幸福へ」ブーム
1973年3月、NHKの紀行番組『新日本紀行』において「幸福への旅 〜帯広〜」として紹介されたことで当駅の知名度は上昇した。
1972年には7枚しか売れなかった愛国 - 幸福間の切符が、1973年は300万枚、4年間で1000万枚超も売れた。
ブームの最盛期である1974年の営業係数は、前年の704から189と大幅に改善したが、翌1975年には481, 1976年には623と悪化し、一時的なものに留まり広尾線全体の営業改善にはあまり結びつかなかった。
同線は1984年に第2次廃止対象特定地方交通線に指定され、1987年2月2日をもって幸福駅は広尾線とともに廃止となった。

なお、十勝バスも、国鉄広尾線が健在だった当時から、現在に至るまで、地紋を自社仕様にした同様の区間の硬券切符を発売している。

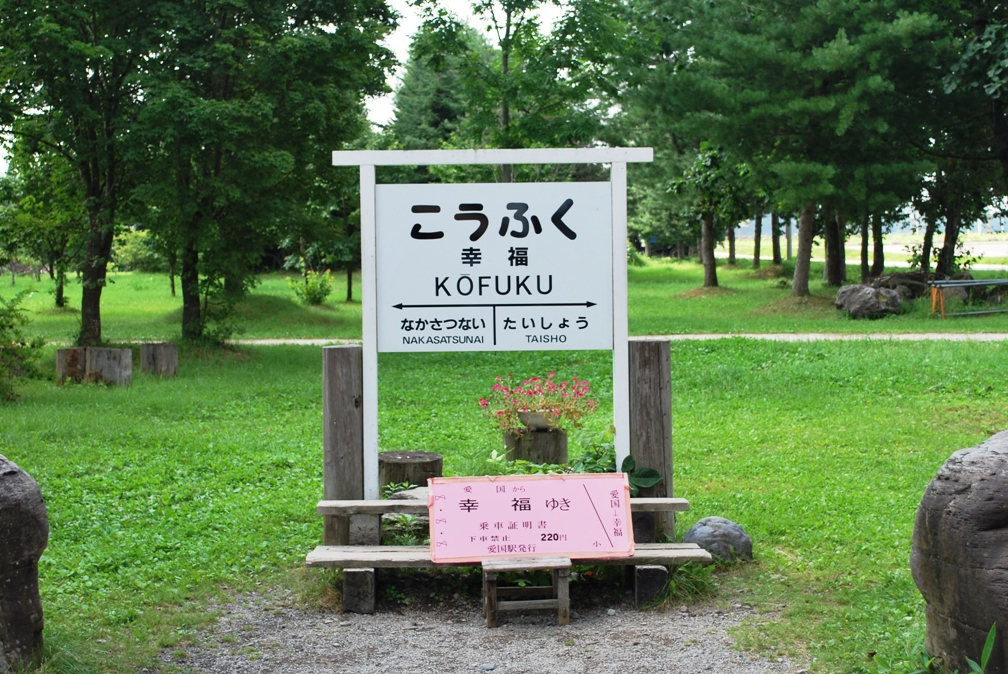
「愛国から幸福ゆき」切符記念碑
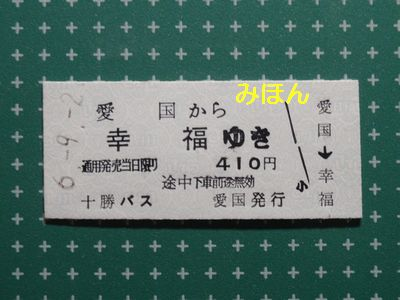
愛国→幸福の乗車券（十勝バス発行）

## 駅跡
広尾線代行バスである、十勝バス広尾線の幸福バス停がある。

### 交通公園
駅敷地は廃止後に帯広市によって、「交通公園」となり、幸福地区観光再開発協議会が管理を受託している。
敷地内は駅舎、トイレ、ホーム、レール、駅名標が当時とほとんど変わらない状態で保存されていたが、駅舎については2013年（平成24年）9月に、老朽化のため解体され、同年11月16日に、旧駅舎外壁の半分を流用したレプリカの新駅舎に建て替えられた。
1990年代後半には観光バスも利用可能なアスファルト舗装の駐車場やトイレ、花壇などが整備された。
レール上にはキハ22形キハ22 221、キハ22 238の2両の気動車とモーターカー1両が静態保存・展示されている。
2012年にはみけおうがデザインをした観光PRキャラクター「みゆき」（幸福駅の駅神）と「めぐみ」（愛国駅の駅神）が登場した。

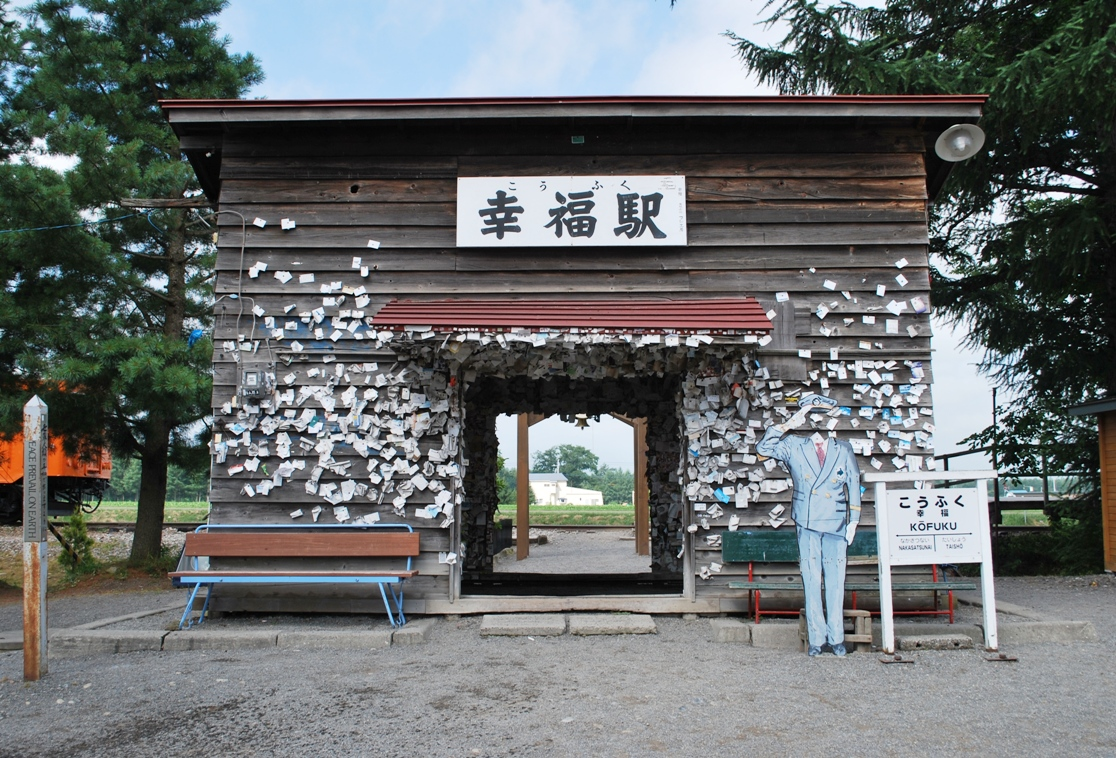
建替前の駅舎（2009年8月）
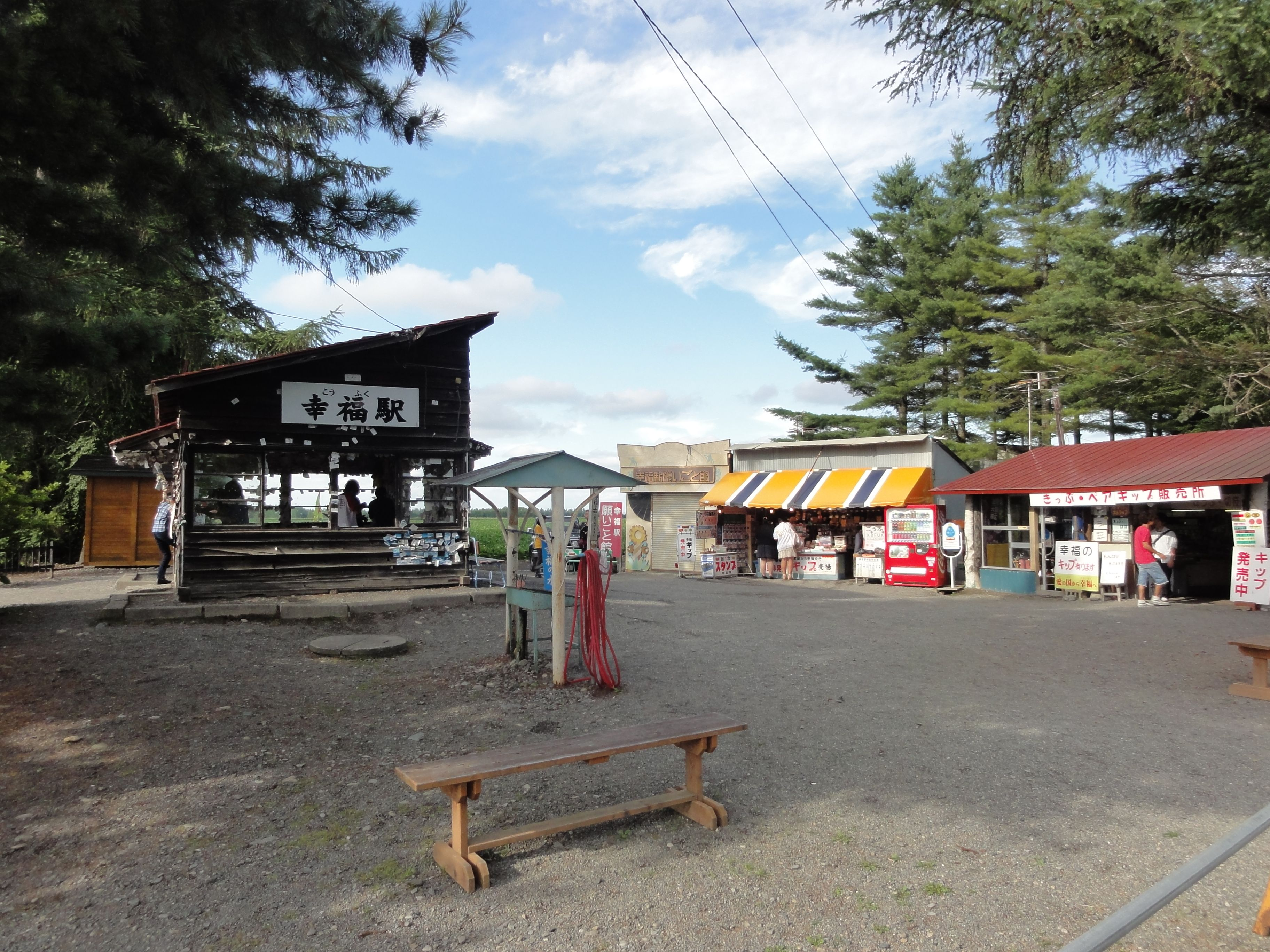
駅舎と売店（2011年8月）
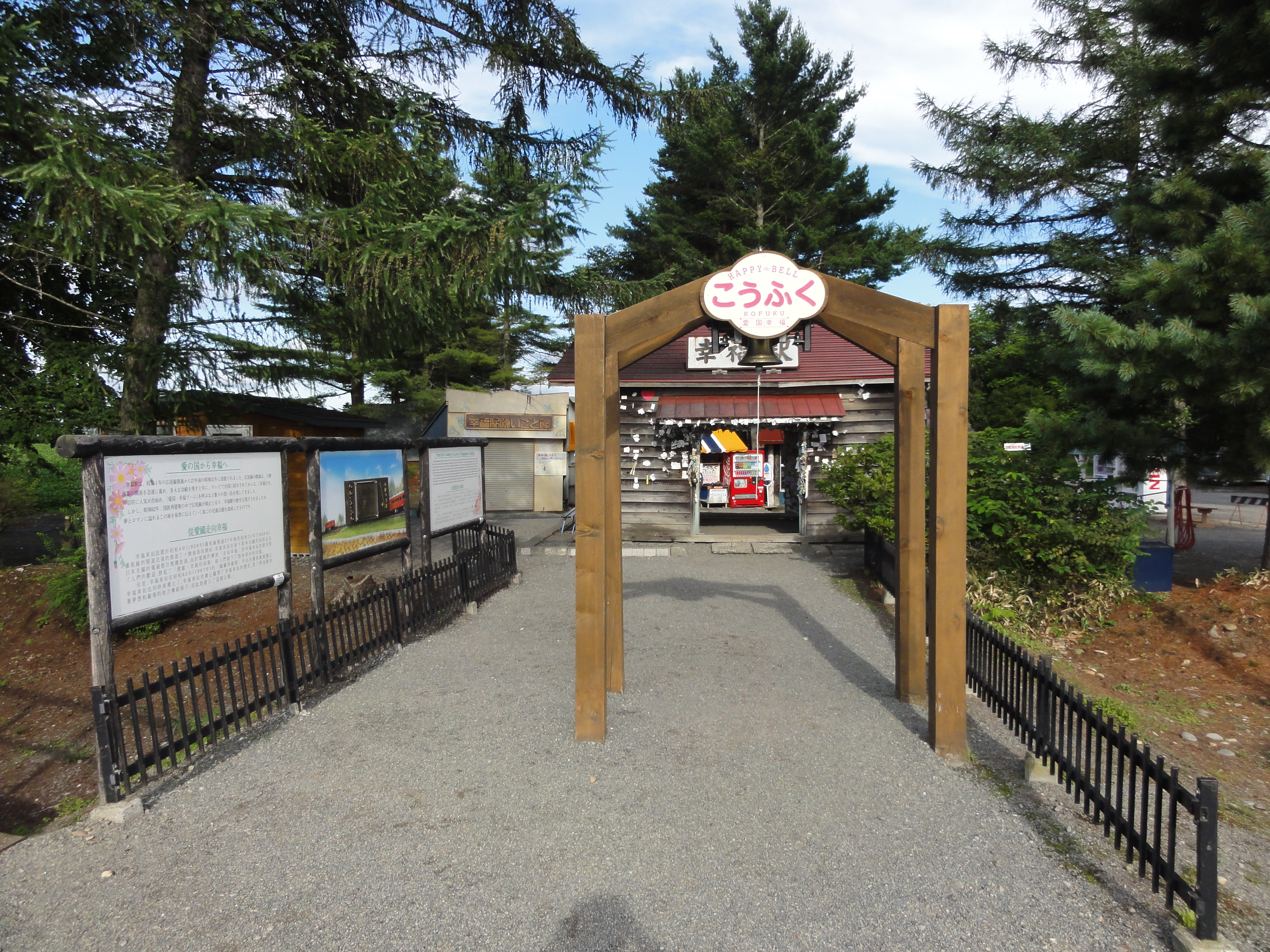
幸福の鐘（2011年8月）
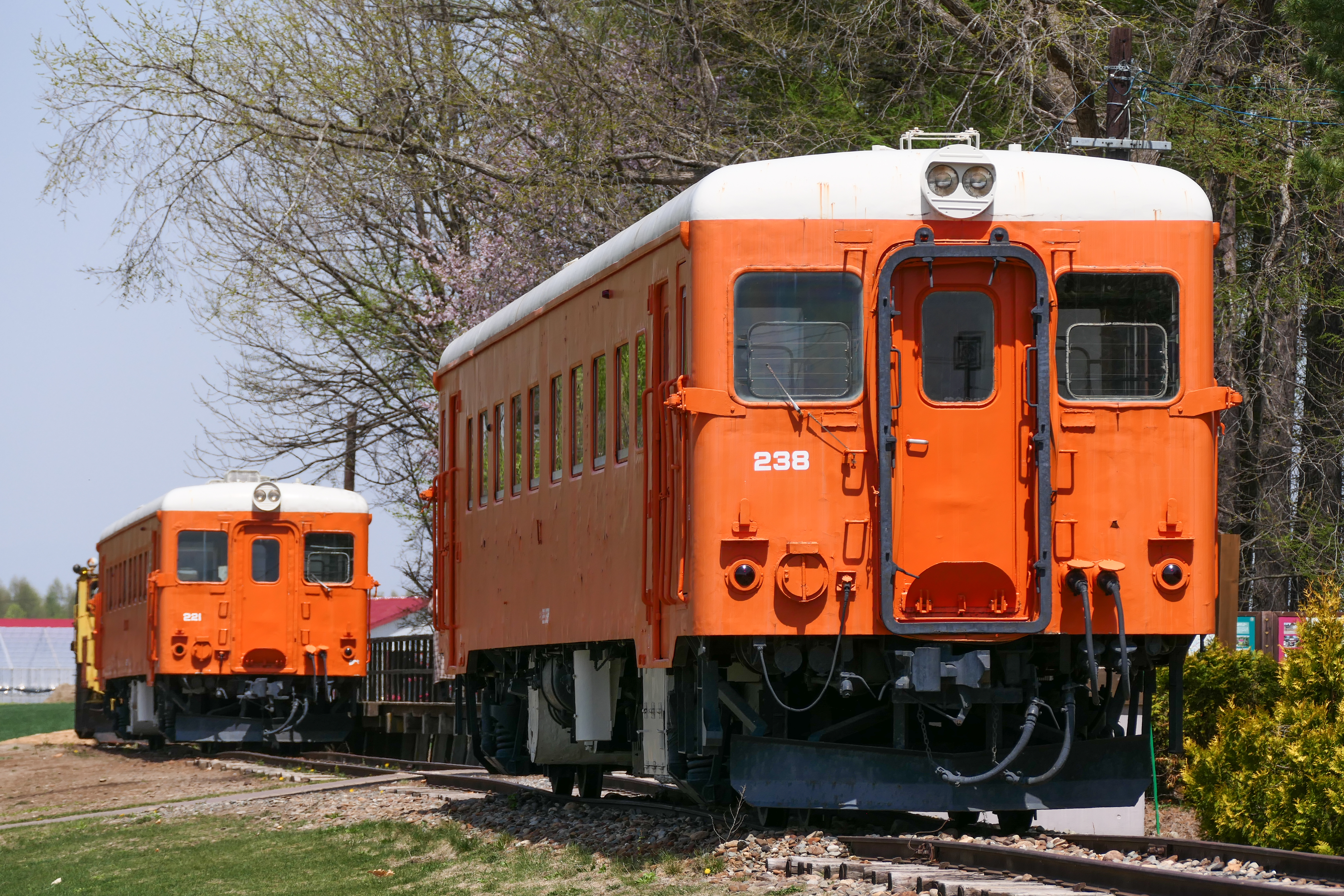
静態保存されているキハ22 221と238（2021年5月）
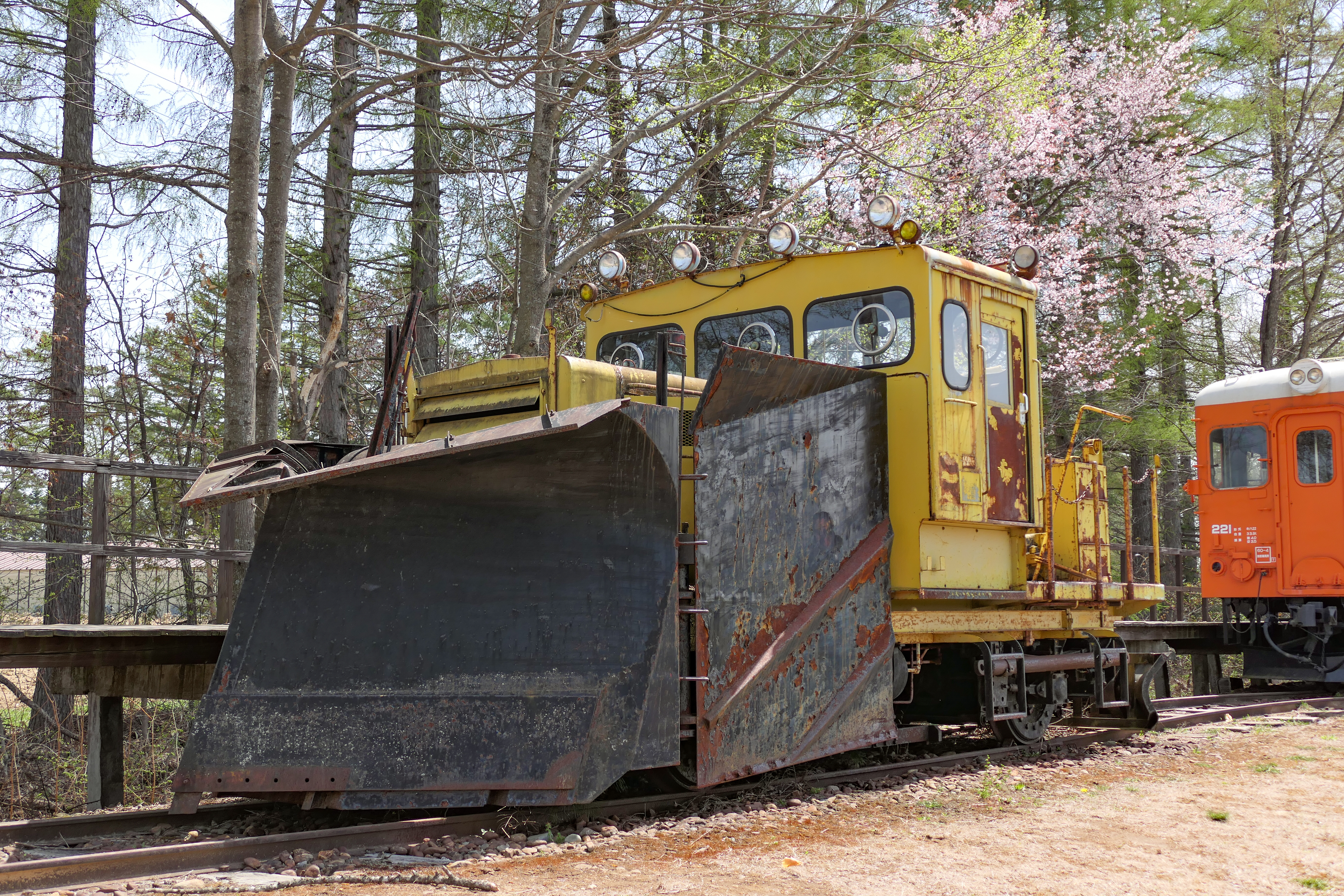
除雪用モーターカー（2021年5月）

## 隣の駅
日本国有鉄道
広尾線
大正駅 - 幸福駅 - 中札内駅